# Samuel Mikołaj Giżycki
Samuel Mikołaj Giżycki herbu Nałęcz – miecznik wieluński w latach 1668-1692, podwojewodzi wieluński.
Był elektorem Michała Korybuta Wiśniowieckiego z ziemi wieluńskiej w 1669 roku, podpisał jego pacta conventa.